# Ljeskovik (Srebrenica, BiH)
Ljeskovik je naseljeno mjesto u sastavu općine Srebrenica, Republika Srpska, BiH.

## Zemljopis
Selo je udaljeno 23 km od Srebrenice. Prije rata imalo je oko 100 domaćinstava i 110 kuća. Trenutno u selu živi oko 15 obitelji. U Ljeskoviku postoji i područna osnovna škola. 
Na tom se području nalaze lovište "Sušica", s pogledom na kanjon Drine s Bijelih voda, jezero Perućac, srednjovjekovna tvrđava Klotjevac i mnogo nekropola stećaka.
Geografski položaj je idealan za razvoj turizma pri čemu najveći problem predstavlja loša cestovna mreža.

## Stanovništvo
| Ljeskovik          |              |              |              |
| godina popisa      | 1991.        | 1981.        | 1971.        |
| Muslimani          | 536 (99,62%) | 507 (99,21%) | 406 (99,75%) |
| Srbi               | 0            | 0            | 0            |
| Hrvati             | 0            | 1 (0,19%)    | 0            |
| Jugoslaveni        | 0            | 0            | 0            |
| ostali i nepoznato | 2 (0,37%)    | 3 (0,58%)    | 1 (0,24%)    |
| ukupno             | 538          | 511          | 407          |